# قلعة دختر (ساوة)
قلعة دختر قلعة تاريخية تعود إلى عصر ساسانيون، وتقع في ساوة.

## معرض الصور

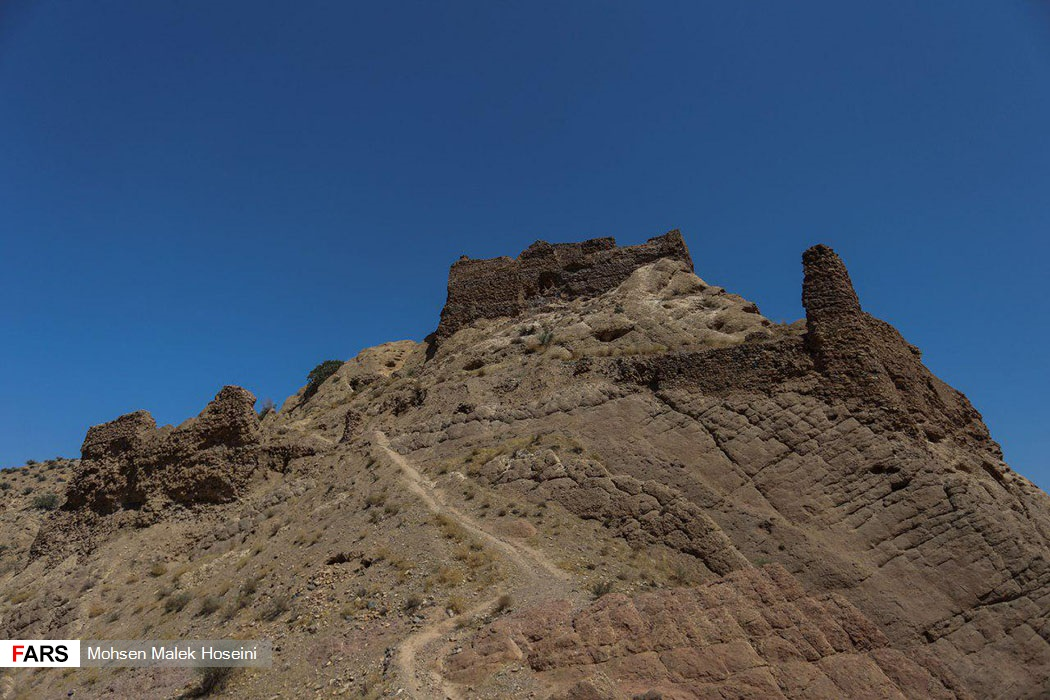
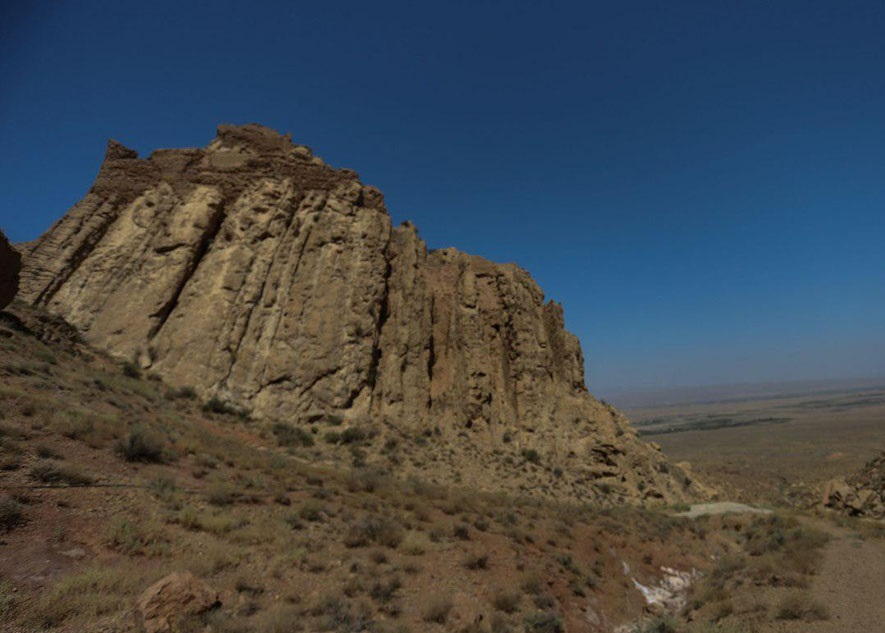
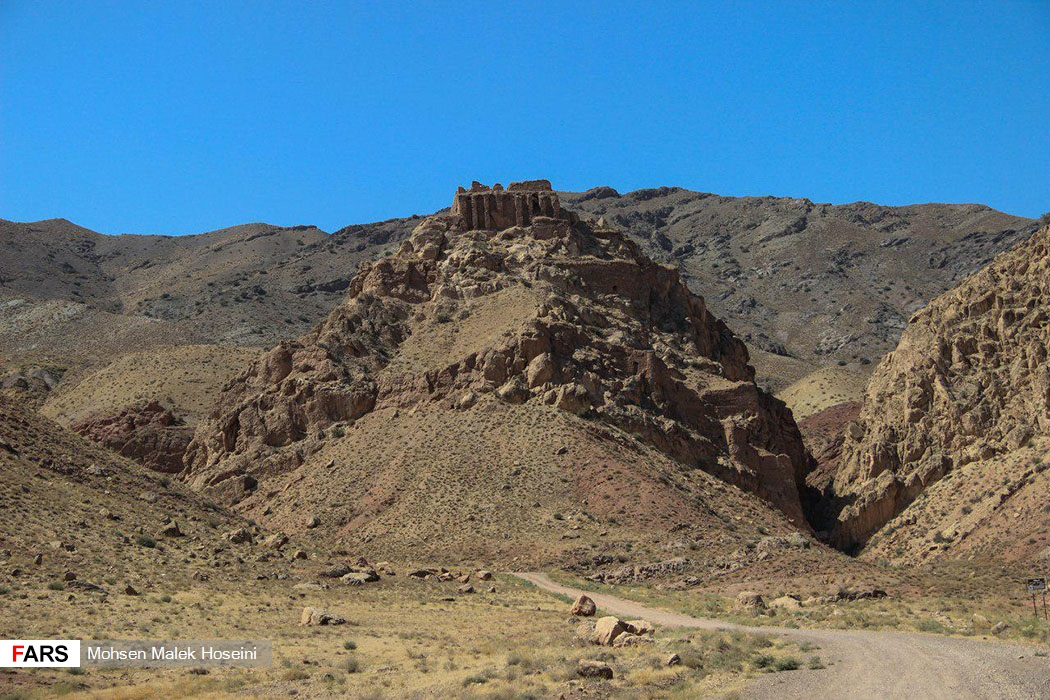
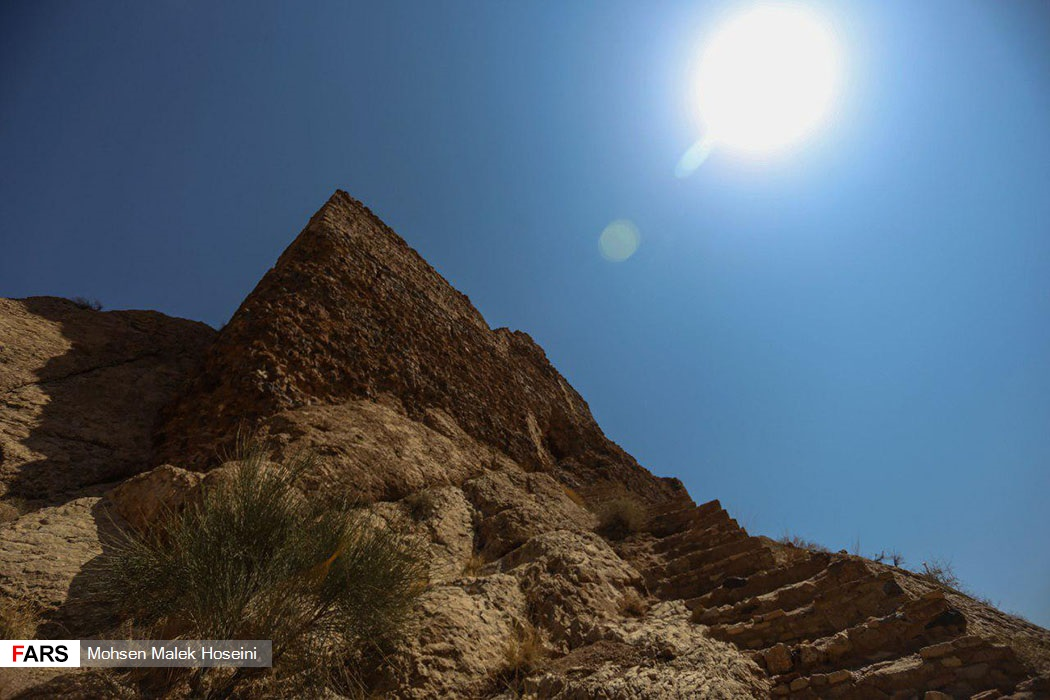
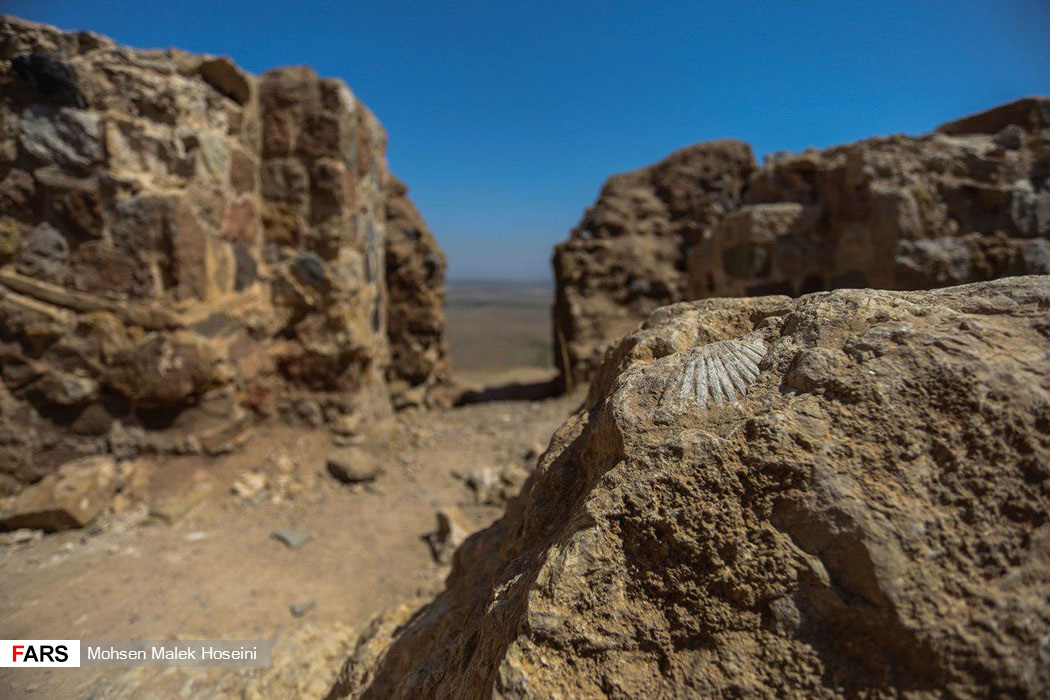
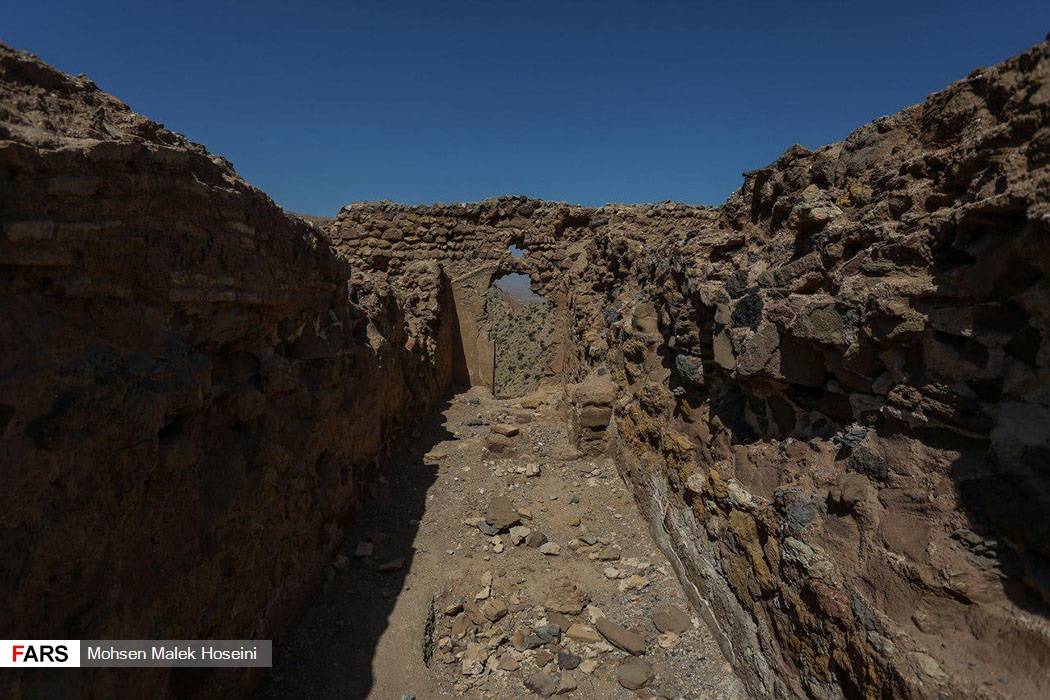
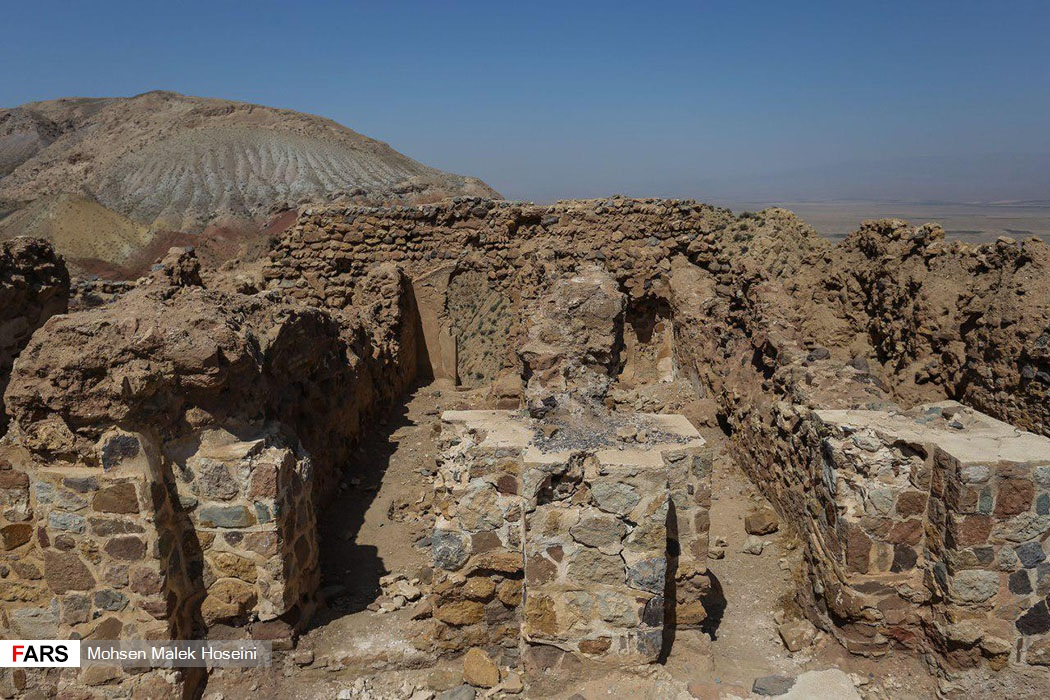
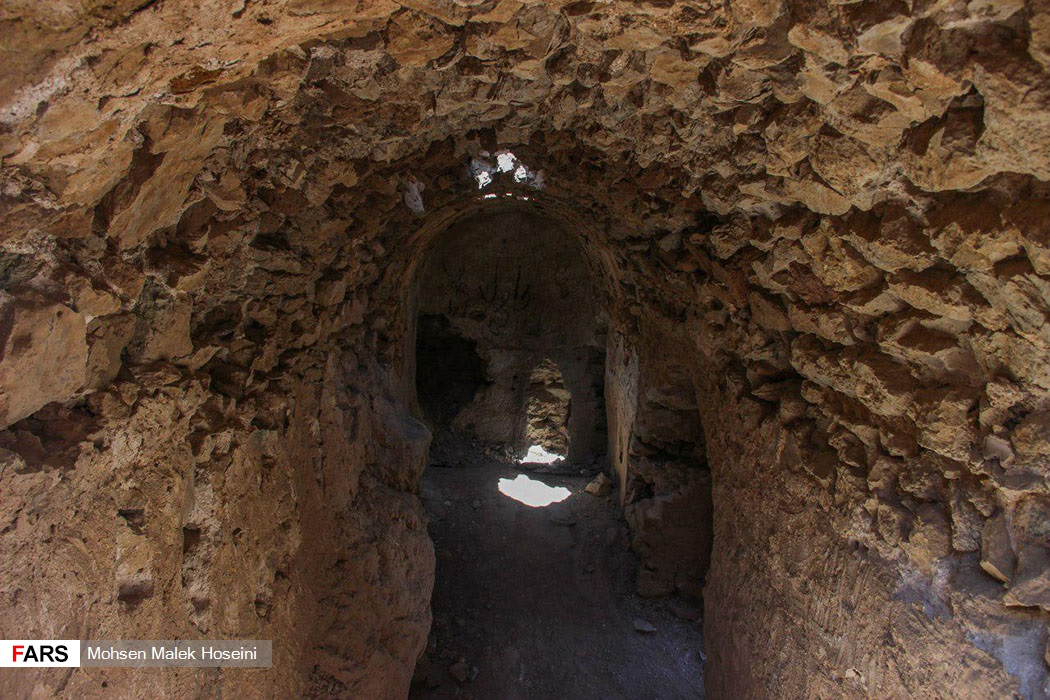
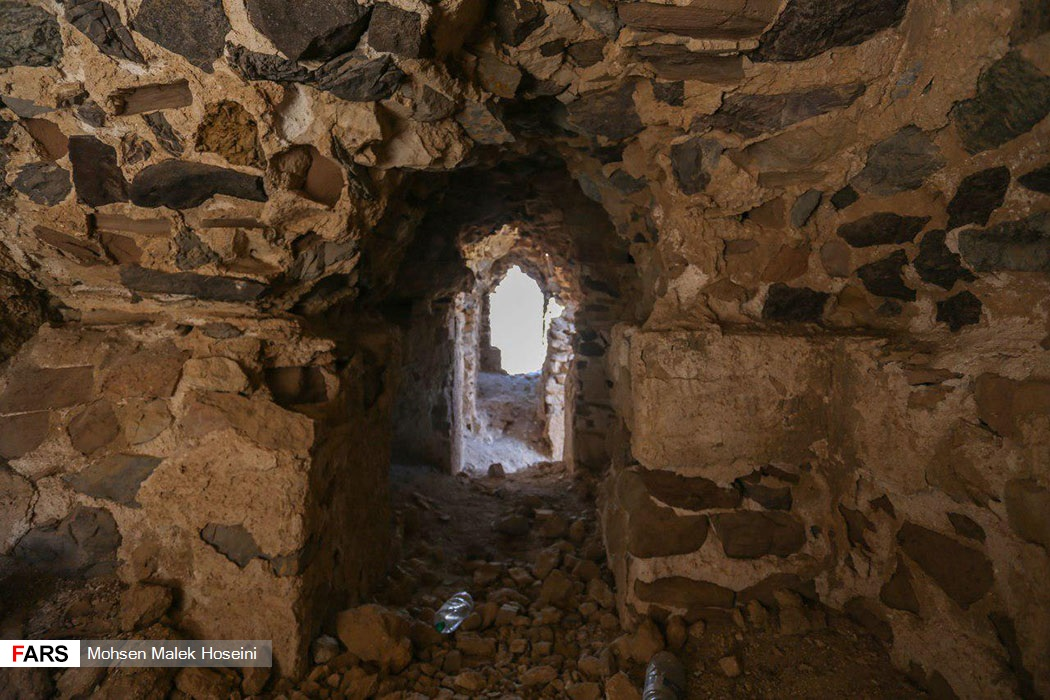
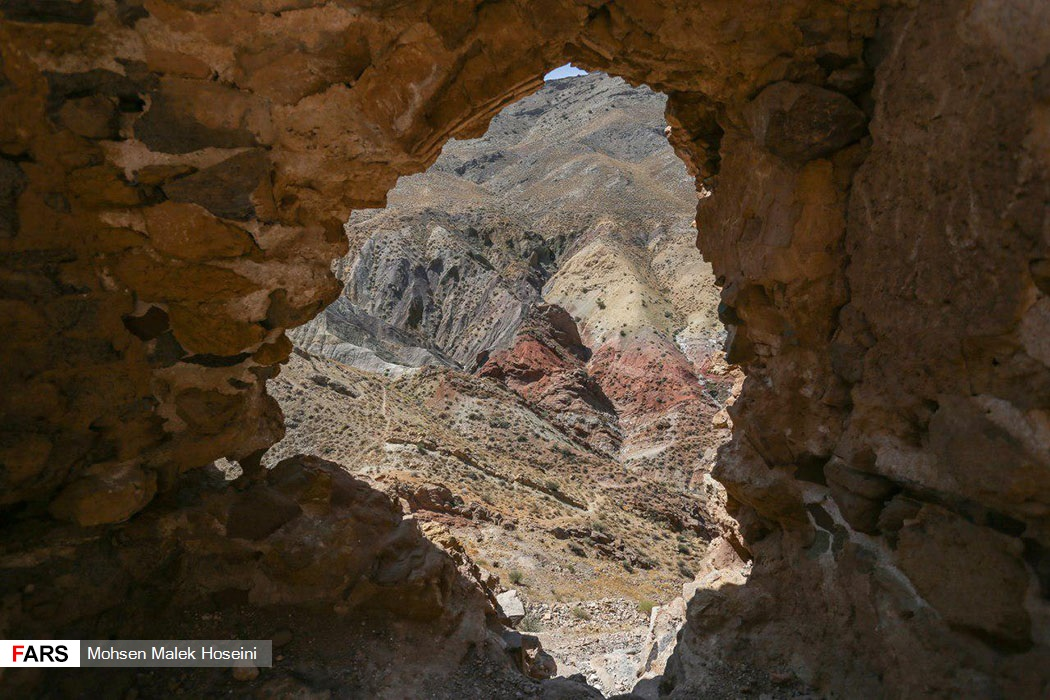
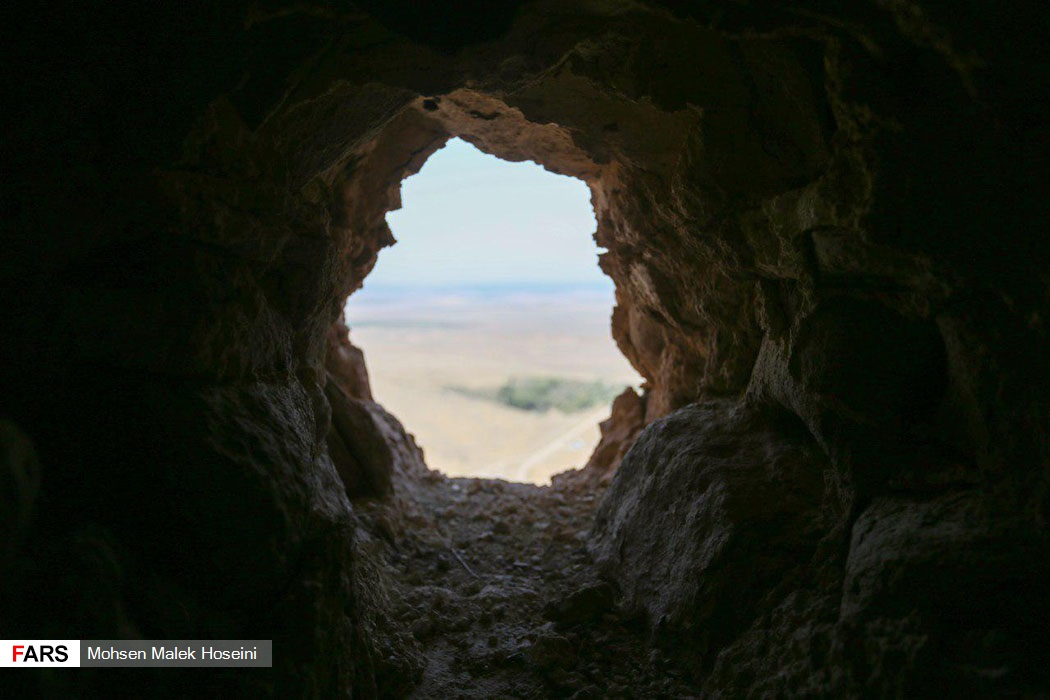
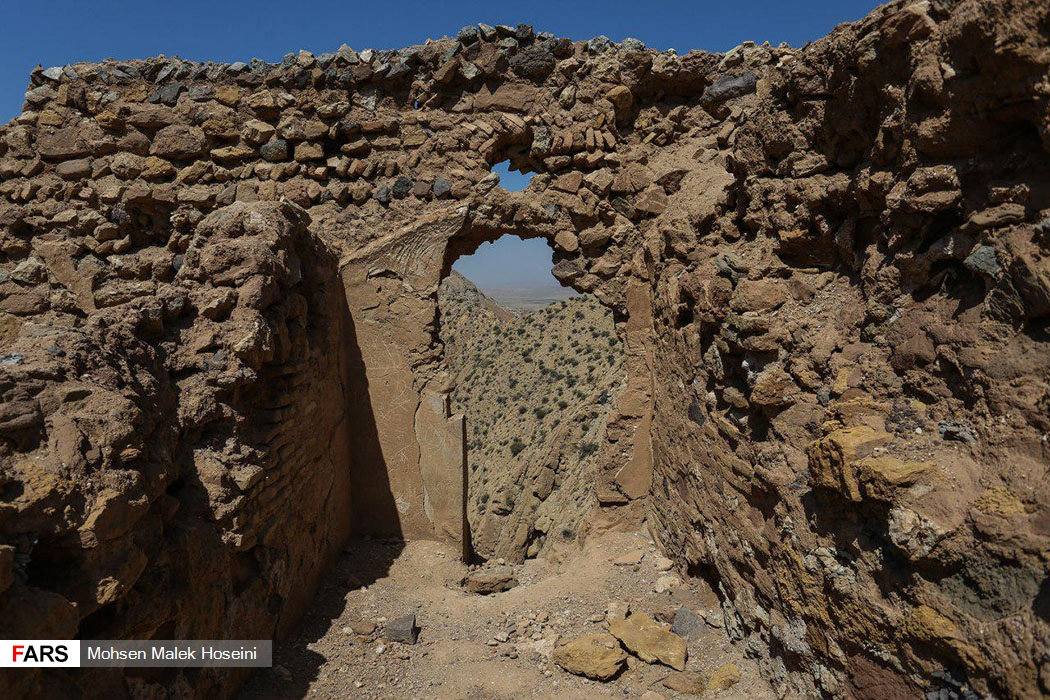